# Cantón de Lyons-la-Forêt
El cantón de Lyons-la-Forêt era una división administrativa francesa, que estaba situada en el departamento de Eure y la región de Alta Normandía.

## Composición
El cantón estaba formado por trece comunas:
- Beauficel-en-Lyons
- Bézu-la-Forêt
- Bosquentin
- Fleury-la-Forêt
- Les Hogues
- Le Tronquay
- Lilly
- Lisors
- Lorleau
- Lyons-la-Forêt
- Rosay-sur-Lieure
- Touffreville
- Vascœuil

## Supresión del cantón de Lyons-la-Forêt
En aplicación del Decreto n.º 2014-241 de 25 de febrero de 2014, el cantón de Lyons-la-Forêt fue suprimido el 22 de marzo de 2015 y sus 13 comunas pasaron a formar parte del nuevo cantón de Romilly-sur-Andelle.